# Tenthredo mioceras
Tenthredo mioceras är en stekelart som först beskrevs av Eduard Enslin 1912.  Tenthredo mioceras ingår i släktet Tenthredo, och familjen bladsteklar. Det är osäkert om arten förekommer i Sverige.